# جرزی سیمگینوفسکی-الوتر
یژی سیمگینوفسکی-الوتر (لهستانی: Jerzy Siemiginowski-Eleuter; ح. ۱۶۶۰ – ح. ۱۷۱۱) نقاش، قلم‌زن، و طراح اهل مشترک‌المنافع لهستان–لیتوانی بود.